# Ciencia y tecnología en Argentina

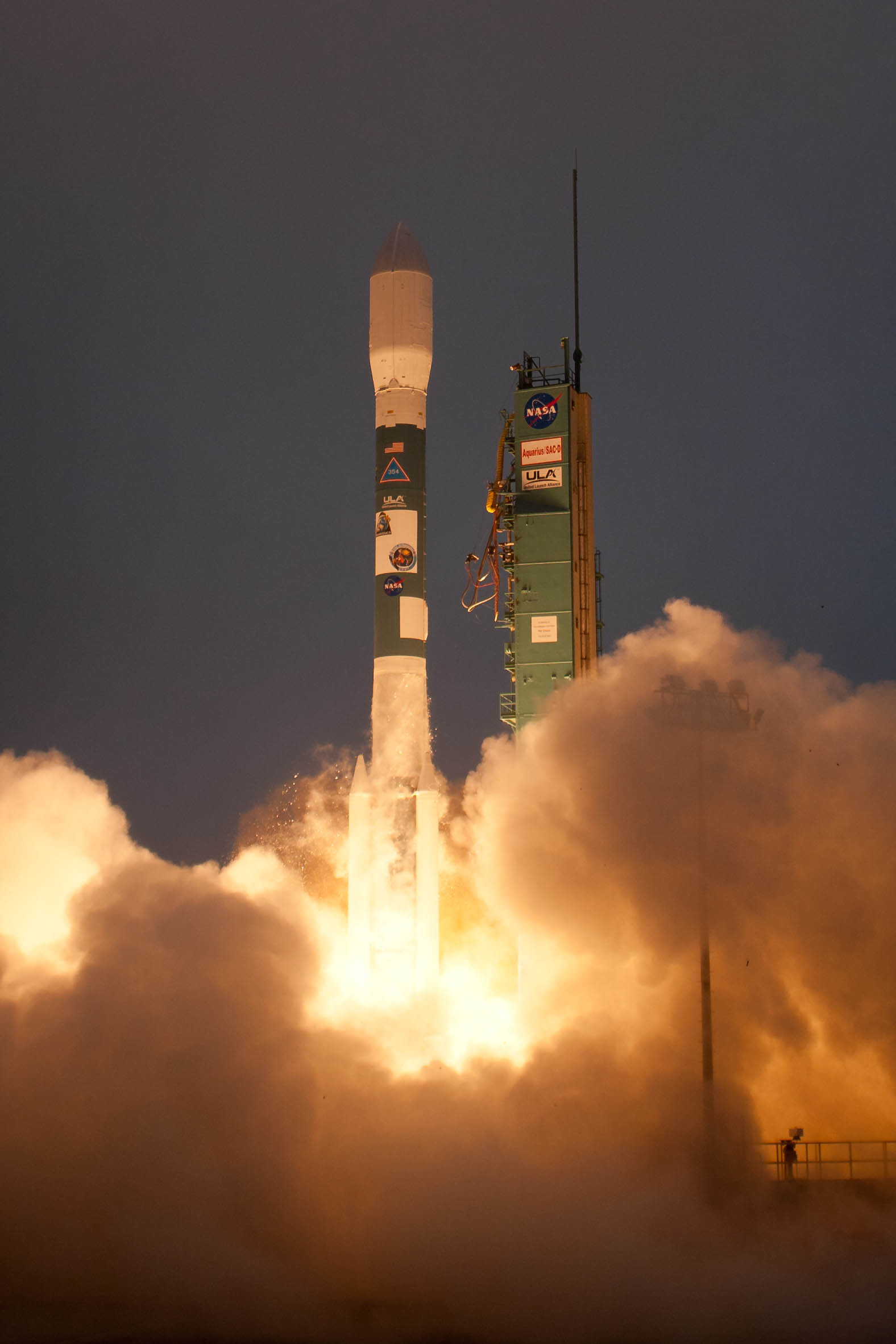
Lanzamiento del satélite argentino Delta II, con el SAC-D/Aquarius, moderno satélite de observación climática y oceanográfica lanzado el 10 de junio de 2011.

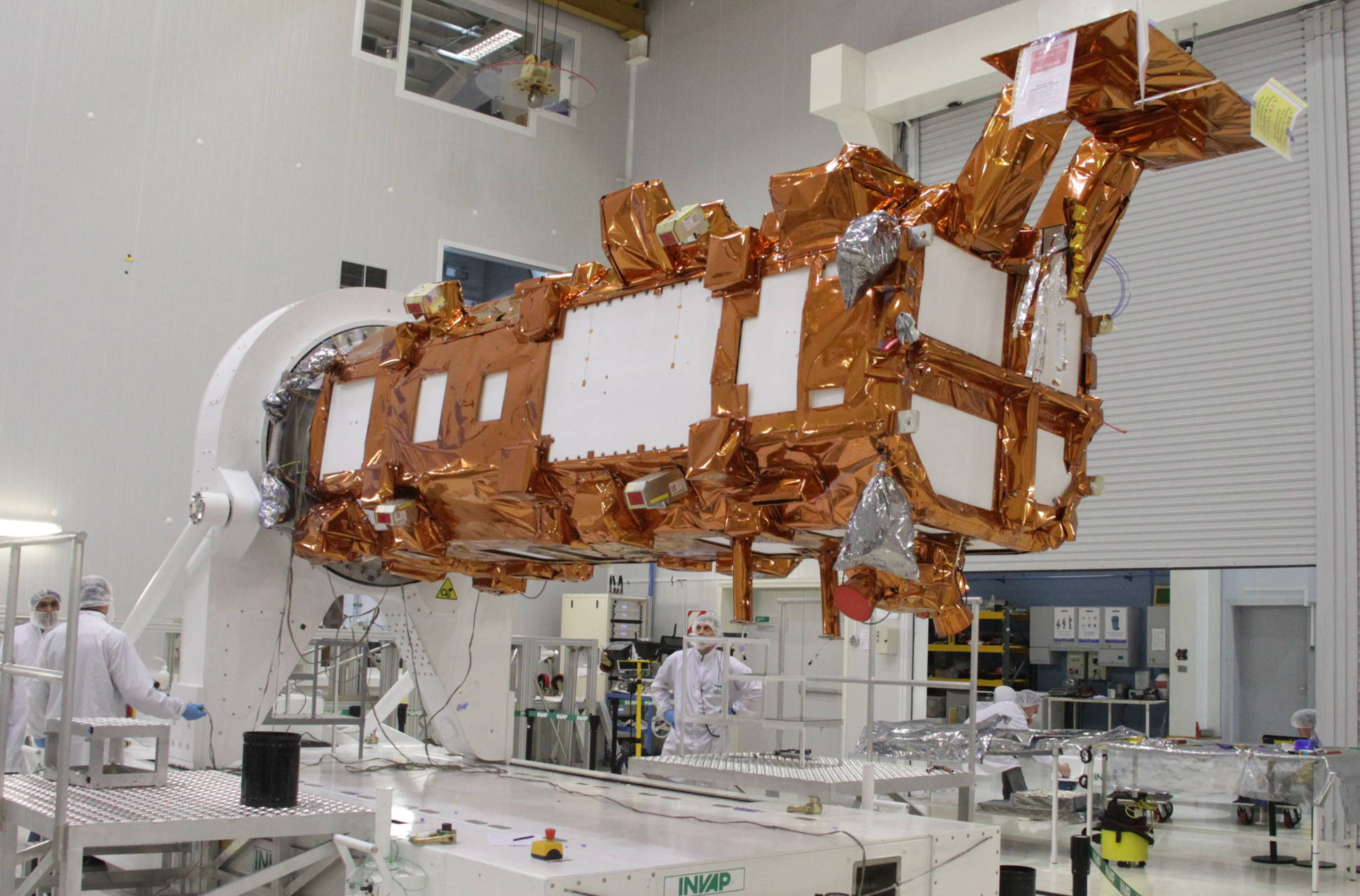
INVAP es una empresa nacional de alta tecnología reconocida en el mundo entero por su profesionalismo y calidad de los servicios que brinda. En la imagen, el satélite SAOCOM.

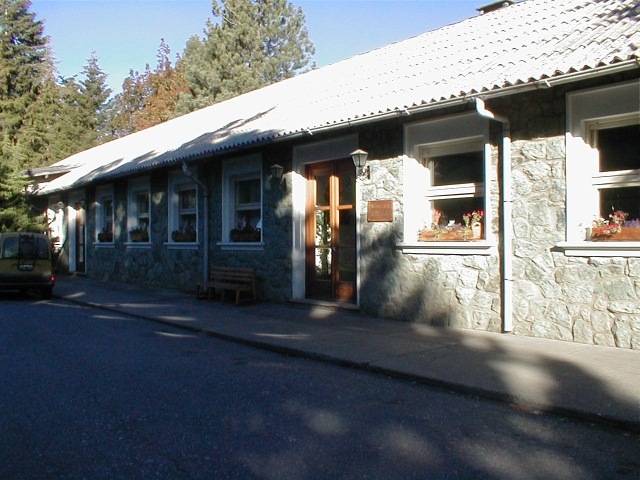
El Instituto Balseiro es considerado uno de los más prestigiosos de su tipo en el mundo.

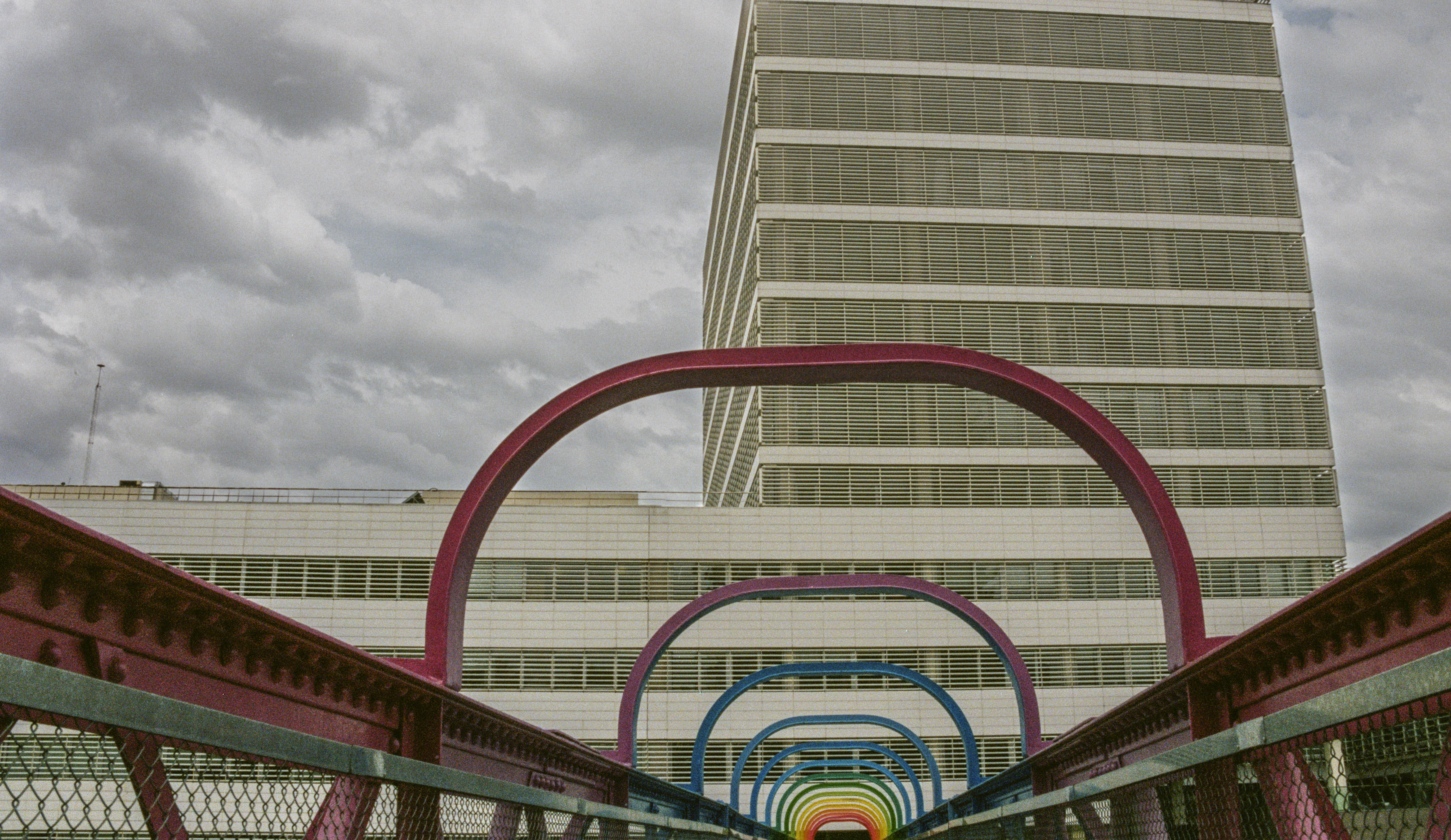
Polo Científico Tecnológico en Argentina (2016).

La ciencia y tecnología en Argentina constituye un conjunto de políticas, planes y programas llevados a cabo por el Estado, las universidades e institutos nacionales, las empresas, y otros organismos y asociaciones nacionales e internacionales orientadas hacia la investigación, desarrollo e innovación (I+D+i) en Argentina, así como las infraestructuras e instalaciones científicas y tecnológicas. El país, según datos de 2021, invierte el 0.52 % de su PBI en investigación y desarrollo, siendo el 59 % de esta inversión realizada por el sector público. Según el Índice mundial de innovación, a cargo de la Organización Mundial de la Propiedad Intelectual, en 2024, Argentina se ubicó en lugar 76 en innovación entre 133 países del mundo y el lugar 8 entre los países de la región de Latinoamérica y el Caribe; mientras que en 2023 ocupó el lugar 73 y el lugar 69 en 2022.
La actividad científico-tecnológica pública es coordinada y planificada principalmente por el Ministerio de Ciencia, Tecnología e Innovación (MinCyT), aunque se pueden encontrar entes y organismos de investigación en otros ministerios. El MinCyT traza sus lineamientos a través de planes estratégicos como Argentina Innovadora 2020. Una de sus principales políticas durante las primeras décadas del siglo XXI es el Programa Raíces que permitió repatriar a más de mil científicos, revirtiendo la tendencia de fuga de cerebros que existía en la Argentina. La actividad científica del país se concentra fundamentalmente en el CONICET y las universidad nacionales, mientras que la producción tecnológica tiene como eje a diversas instituciones estatales sectoriales como la CNEA, el INTA, el INTI y la CONAE, entre otros.
El principal organismo de investigación científica en la Argentina es el Consejo Nacional de Investigaciones Científicas y Técnicas (CONICET). Es una institución dependiente del MinCYT que abarca todas las áreas del conocimiento y es considerada una de las más prestigiosas en América. El CONICET está organizado en institutos, que gozan de autonomía temática y científica y su personal supera las 20 000 personas entre investigadores, profesionales, técnicos y becarios doctorales y posdoctorales.
Argentina desarrolló una sólida tradición de investigación en las áreas de biomedicina, física y ciencias agrarias. La investigación en biomedicina le dio tres Premios Nobel al país:  Bernardo Houssay (1947, el primero en Latinoamérica),  Luis Federico Leloir (1970) y César Milstein (1984). Si se incluyen los Premios Nobel de la Paz, Argentina llega a un total de cinco Premios Nobel, siendo el país latinoamericano más galardonado. A ellos se podría sumar a la bióloga Sandra Myrna Díaz quien recibió el Premio Nobel de la Paz como miembro del Grupo Intergubernamental de Expertos sobre el Cambio Climático en 2007. En el campo de la física, Juan Martín Maldacena recibió el premio Yuri Milner de Física Fundamental en 2012.
En temas como la informática, la nanotecnología y la biotecnología se desarrollan programas bien estructurados que tienden a concentrar esfuerzos y dar sentido a las capacidades que se desarrollan. En biotecnología se destacan hitos como la producción de hormonas en vacas clonadas y el desarrollo de nuevas variedades transgénicas de cereales y leguminosas tolerantes a agroquímicos o a estrés. En informática se produjo un aumento sostenido en la cantidad de empresas de software tras la sanción de la Ley del Software y su sucesora la Ley de Economía del Conocimiento.
Argentina tiene importantes capacidades en tecnología nuclear y satelital, siendo pionero en América Latina. Es el único país del continente americano ―junto con Estados Unidos― que produce y exporta satélites. En materia nuclear produce el ciclo completo de la energía nuclear y provee de reactores nucleares a diversos países, diseñados y producidos en el país. En ambas áreas los principales actores son la Comisión Nacional de Energía Atómica (CNEA), la Comisión Nacional de Actividades Espaciales (CONAE) y la empresa pública INVAP. El centro educativo más importante en la temática es el Instituto Balseiro, considerado como una de las instituciones científicas más prestigiosas del país y la región.
Entre algunos de los más eminentes avances en materia de desarrollo armamentístico se cuenta el misil AS-25K, uno de los últimos desarrollos de CITEFA y que se presentará en versiones aire-mar y aire-superficie. También construye helicópteros, aviones y radares militares y civiles para el control del tráfico aéreo y lucha contra el narcotráfico.

## Cooperación internacional

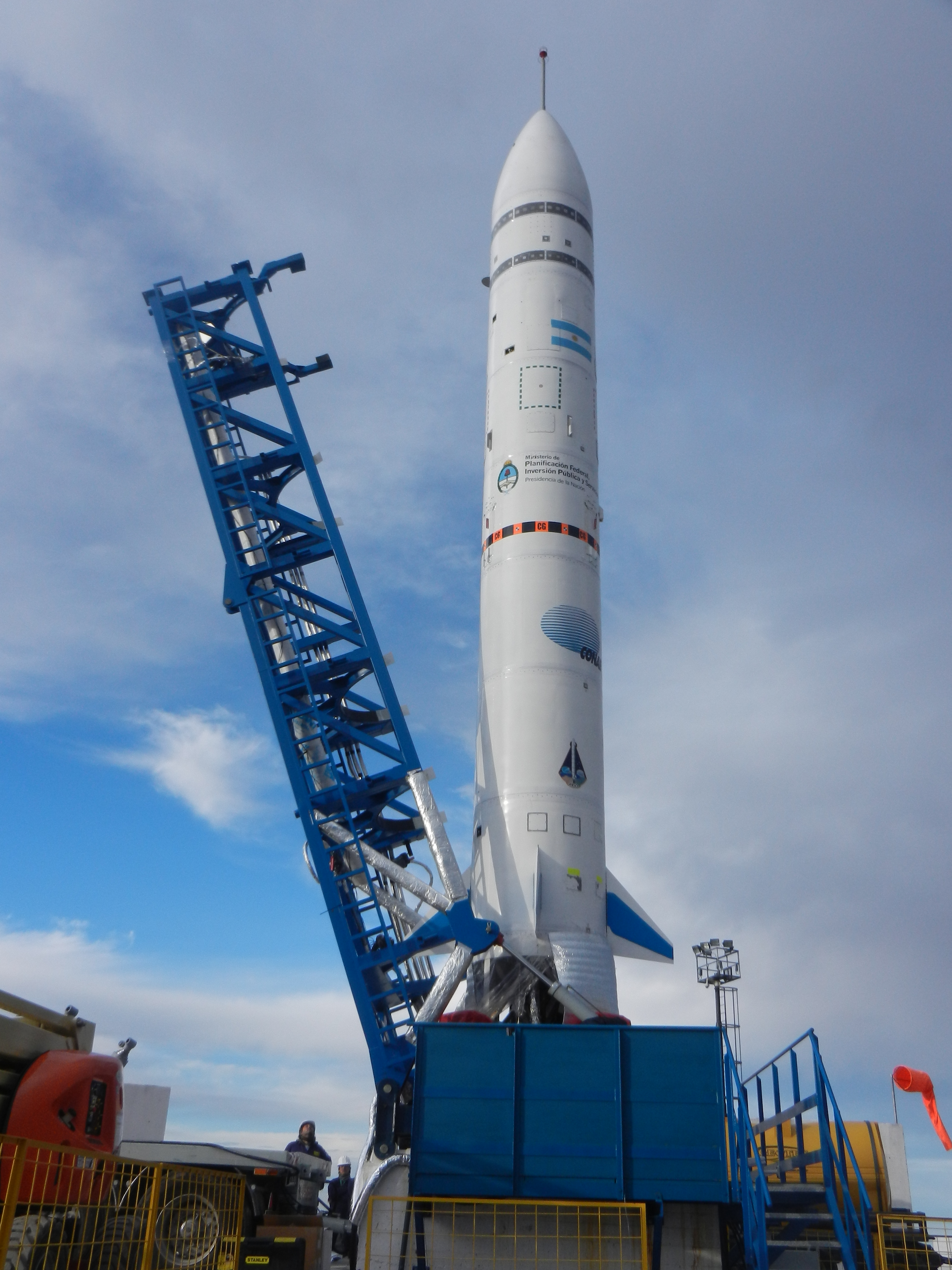
El prototipo VeX-1B del lanzador satelital Tronador, en su rampa para lanzamiento en el Puerto espacial de Punta Indio.

### Satélites

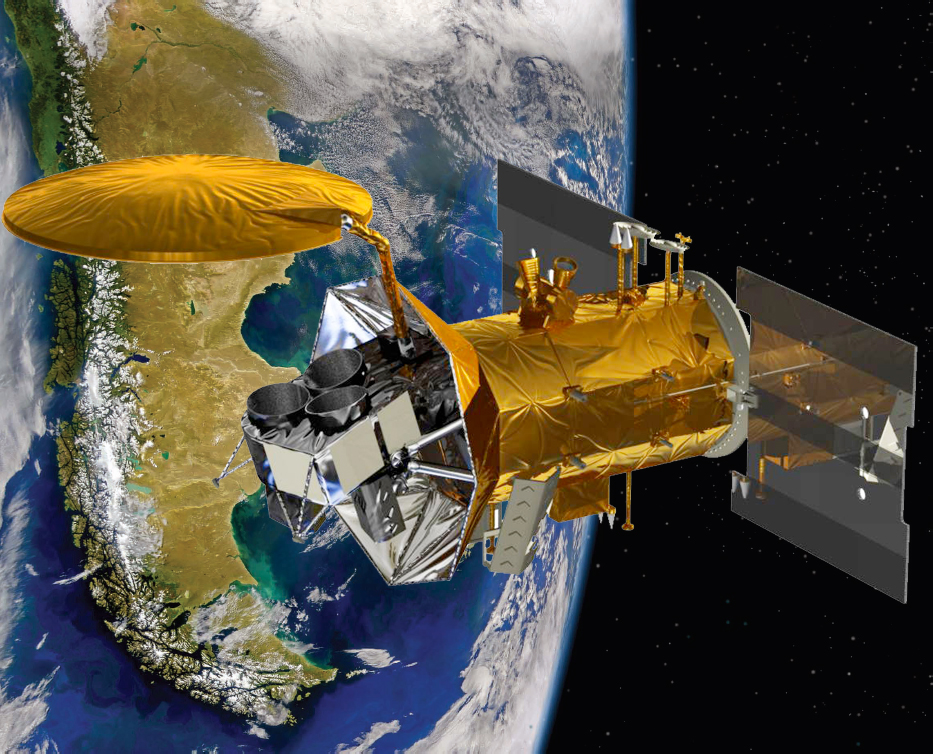
Satélite SAC-D.

### Parques temáticos

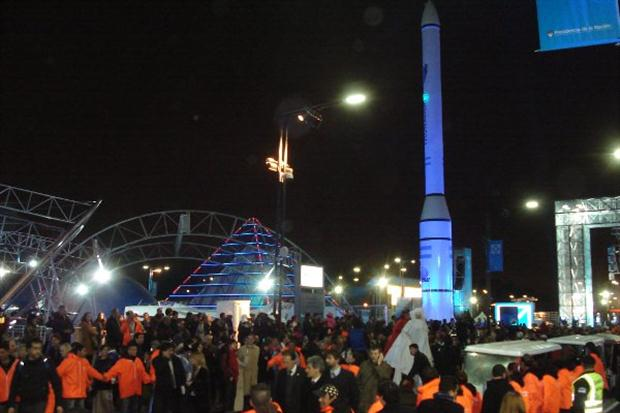
Entrada a Tecnópolis 2011, se observa la Pirámide y el cohete-lanzadera espacial Tronador.

## Historia
La historia de la ciencia y la tecnología en Argentina describe la trayectoria de las políticas científicas y los descubrimientos y desarrollos que se realizaron en este país.
La Argentina cuenta con una larga tradición en la investigación científica que comienza con las universidades virreinales del siglo de oro español y los científicos jesuitas de los siglos XVI y XVII, se continúa con los astrónomos y naturalistas del siglo XIX, como Florentino Ameghino. Y, con la aparición de las universidades nacionales, comienzan los primeros esfuerzos por sistematizar y formalizar el estudio científico, así surgen las universidades nacionales de Córdoba (fundada en 1613 y nacionalizada en 1854), Buenos Aires (1821), del Litoral (1889), La Plata (1897) y Tucumán (1914).
Las épocas de los gobiernos de Bernardino Rivadavia y de Domingo Faustino Sarmiento, o la de la Generación de 1880, o los años de 1956 a 1966 fueron los momentos de su mayor esplendor. Muchos científicos que contribuyeron a la ciencia en la Argentina alcanzaron renombre internacional, entre ellos tres Premios Nobel, y a su vez varios investigadores extranjeros de fama mundial se radicaron en el país a lo largo de su historia. Todos ellos fueron capaces de impulsar la creación en el país de instituciones conocidas mundialmente por sus logros.
Durante el período de posguerra se produce una transformación del sistema científico nacional. En gran medida por la creación del CONICET, organismo creado a imagen y semejanza del CNRS francés, que se encarga de financiar los recursos humanos necesarios para la investigación científica (becarios e investigadores). Durante este período también se crearon organismos específicos para la investigación en tecnología agropecuaria (INTA), industrial (INTI), nuclear (CNEA), de defensa (CITIDEF) y espacial (CNIE, actual CONAE). A nivel regional se destaca la creación de la Comisión de Investigaciones Científicas (CIC) de la provincia de Buenos Aires. Argentina tiene una larga tradición de investigación biomédica, que le ha dado al país tres Premios Nobel: Bernardo Houssay (1947, el primero de Latinoamérica), Luis Federico Leloir (1970) y César Milstein (1984). 
Este período de desarrollo del sistema científico termina abruptamente en 1966 con un episodio conocido como a Noche de los Bastones Largos que provoca una fuga de cerebros hacia países desarrollados. La persecución política e ideológica continuaría hasta el final de la última dictadura militar en 1983.

## Planes Estratégicos
La política científica nacional se encuentra plasmada en planes creados por el MinCyT en colaboración con actores de la comunidad científica. Estos planes sirven a modo de «hoja de ruta» para que el ministerio defina los objetivos a corto y mediano plazo del sistema de ciencia y tecnología nacional que luego quedan plasmados en planes operativos.

### Bases para un Plan Estratégico
Este documento, publicado en 2005, propone cuatro metas estratégicas para el año 2015:
- Aumento de la inversión total en I+D hasta llegar al 1 % del PBI
- Incremento del financiamiento privado a la I+D hasta equiparar el aporte público
- Incremento del número de investigadores y tecnólogos hasta alcanzar el tres por mil de la PEA
- Duplicar la participación de las diecinueve provincias en el total de recursos de I+D

### Argentina Innovadora 2020
Argentina Innovadora 2020 es un plan estratégico del Ministerio de Ciencia, Tecnología e Innovación Productiva donde se hace un análisis del sector científico nacional y se proponen lineamientos para los siguientes diez años. Lanzado en 2013, este plan propone una reorientación del sistema científico teniendo en cuenta los siguientes puntos:
- Viraje gradual de políticas horizontales hacia políticas diferenciadas y focalizadas
- Mayor énfasis en el impulso a la innovación
- Mayor relevancia de la colaboración interorganizacional
- Reconocimiento de que la ciencia puede y debe contribuir a un mejoramiento de las condiciones de desarrollo e inclusión social.

### Argentina Innovadora 2030
En 2018 comenzaron las reuniones de la Comisión Asesora para el Plan Nacional de Ciencia, Tecnología e Innovación (CAPLANCYT) para redactar el plan Argentina Innovadora 2030. Los principales desafíos del plan son:
- Aumentar el financiamiento del sector CyT
- Disminuir los desequilibrios entre regiones
- Expandir la cultura innovadora y el emprendedorismo de base tecnológica
- Desarrollar y fortalecer las capacidades de frontera

El Plan Nacional de Ciencia, Tecnología e Innovación 2030 fue aprobado por unanimidad en la Cámara de Diputados y adquirió carácter de ley en octubre de 2023. El instrumento, propuesto por el Ministerio de Ciencia, define, organiza y comunica el conjunto de políticas, estrategias e instrumentos para todos los actores y agentes públicos y privados que integran el Sistema Nacional de Ciencia, Tecnología e Innovación (SNCTI). Fue elaborado en colaboración con provincias, regiones y organismos, en discusión con actores involucrados.

### Presupuesto

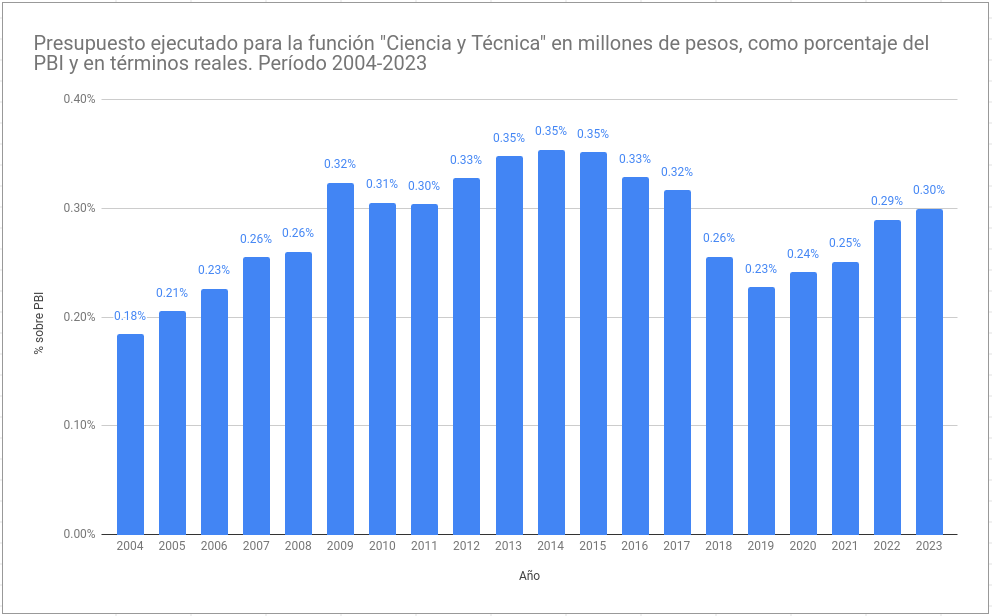
Presupuesto ejecutado para la función "Ciencia y Técnica" en millones de pesos, como porcentaje del PBI y en términos reales. Período 2004-2023. Argentina